# Yuyito González
Amalia Josefina Trombetta (Buenos Aires, 8 de marzo de 1960), más conocida como Amalia Yuyito González o simplemente Yuyito, es una actriz, conductora, exmodelo y exvedette argentina, que fue muy exitosa en la década de 1980.

## Biografía
Nació en 1960 en el barrio de Caballito, en la ciudad de Buenos Aires, en un hogar de clase media. Abandonó sus estudios a los 16 años sin completarlos. En 1982 conoció en un restaurante a Pepe Parada y a Gerardo Sofovich, quienes le facilitaron su ingreso al mundo artístico. Su apodo de Yuyito  le fue atribuido por el papel de una jardinera sexy que desempeñó en televisión en el programa La peluquería de don Mateo.
En 1995 sirvió de involuntaria inspiración de la canción de salsa «Talento de televisión», del músico Willie Colón y el compositor venezolano Amílcar Boscán.[cita requerida] Su deficiente desempeño en el baile del ritmo caribeño fue el detonante que inspiró el éxito salsero, aparte de otras limitaciones que fueron recogidas en la letra.
Desde 2023 conduce un magazine en un canal de televisión por suscripción, de Argentina.

## Vida personal
Fue vinculada con el galán de los ochenta Adrián Martel. También se la relacionó con el entonces presidente argentino Carlos Menem.
Estuvo en pareja con Guillermo Coppola, con quien tuvo a su primera hija, Bárbara Coppola (n. 1987), de profesión arquitecta. Estuvo casada hasta el 2000 con César Di Aloy, su entrenador, con el que tuvo a los mellizos Stefano y Brenda Di Aloy.
En 2005, a los 49 años, tras una gran crisis personal, adoptó la fe evangélica y abandonó el espectáculo como actriz y vedette, para décadas más tarde, luego de estudiar periodismo en la Universidad del Salvador, comenzar su labor periodística y de conductora televisiva.
Desde mediados de 2024 a abril de 2025 estuvo vinculada sentimentalmente al presidente argentino Javier Milei.

## Carrera profesional

### Cine
- 1985: Escape sangriento - Junto a Mario Almada, Jorge Luke y Noé Murayama.
- 1986: El telo y la tele - Junto a Carmen Barbieri, Guillermo Francella, Moria Casán, Luisa Albinoni, Adrián Martel y elenco.
- 1987: Camino al infierno - Junto a Fernando Almada y Sergio Goyri.
- 1988: Los pilotos más locos del mundo - Junto a Emilio Disi, Gino Renni, Alberto Fernández de Rosa, Guillermo Francella, Tincho Zabala y elenco.
- 1988: Paraíso Relax (Casa de masajes) - Junto a Jorge Corona, Guillermo Francella y elenco.
- 1988: Corona y sus mujeres - Junto a Jorge Corona, Silvia Peyrou, Beatriz Salomón y Lia Crucet.
- 1989: Un macho en la tortería - Junto a Alberto Rojas, Raúl Padilla y César Bono.
- 1990: Dos judiciales en aprieto - En México.
- 1990: Peor es nada

### Televisión
- 1983: La peluquería de don Mateo (Canal 9).
- 1986: Hiperhumor (Canal 9).
- 1986-1987: Sábados Gigantes (Universidad Católica de Chile Televisión).
- 1987: Las gatitas y ratones de Porcel (Canal 9 Libertad).
- 1989-1990: Súper sábado sensacional (Canal 9 Libertad).
- 1989-1992: Noche de comedia (Venevisión).
- 1990: El show de las estrellas (Cadena Uno).
- 1993: Loft
- 1996: Antes de medianoche (Canal 9 Libertad).
- 1996: Gigante y usted (Universidad Católica de Chile Televisión).
- 1997: Totalmente. (América 2).
- 2003: Las cortesanas (Canal 13).
- 2005: No hay 2 sin 3 (Canal 9).
- 2006: Bailando por un sueño (Canal 13).
- 2009: Volver a los 80's (Infomercial).
- 2013: Viva la vida
- 2015: La casa de Yuyito
- 2016: Desayuno americano (América TV).
- 2019: La jaula de la moda (Ciudad Magazine).
- 2020: ¿Quién quiere ser millonario? (Telefe).
- 2020: El muro infernal (Telefe).
- 2021-2023: El show del problema (El Nueve).
- 2023-presente: Empezar el día (Ciudad Magazine).

### Teatro
- 1985: La revista less - Dirección: Gerardo Sofovich junto a Moria Casán, Tristán, Mario Castiglione, Mario Sánchez y elenco.
- 1986: Meta Moria en Mar del Plata - Junto a Moria Casán, Mario Castiglione, Tristán, Mario Sánchez y elenco.
- Argentina está que arde, con Romero Romerito, Luis Grillo y Laura Real.
- 1998: Armatetón - Teatro Tabarís junto a Tristán, María Fernanda Callejón, Silvia Süller, Laura Panam Franco y elenco.
- 1998: Gansoleros - Teatro Lido de Mar del Plata, con Jorge Corona, Susana Romero, Tristán, Mónica Ayos y Sandra Smith.
- 2004: Camarero con cama adentro - Teatro La Sombrilla de Villa Carlos Paz (Córdoba) junto a Gladys Florimonte, Carlos Rotundo y elenco.
- 2004/2005: Resistiré con humor - Teatro ReFaSi junto a Carlos Sánchez, Turco Salomón, Laura Oviedo, Jorge Troiani y elenco.
- 2014: De la fama a la fe - Teatro 3 de Febrero de Paraná (Entre Ríos) junto a Abigail Sosa.

### Radio
- 2007: Condujo un programa en radio Rivadavia junto a Ricardo Guazzardi.
- 2010: Orando por los famosos (radio El Mundo)
- 2015: La casa de Yuyito - (www.veoradio.com.ar)
- 2016: Viva la tarde - radio 1450 - (radio del Sol junto a Romero Romerito)

### Gráfica
González, que hizo un total de cinco desnudos para revista, fue tapa de Playboy de México en noviembre de 1989.

### Periodismo
Estudió periodismo en la Universidad del Salvador, donde uno de sus maestros fue Bernardo Neustadt.[cita requerida]

### Publicidad
2014: Comercial de página de ventas OLX.

### Discografía
- 1988: ¿Qué te pasa? - Sello CBS

### Libros
En diciembre del 2010 lanzó un libro autobiográfico, De la fama a la fe, donde comenta sobre su experiencias en el estrellato y cómo dejó ese mundo para dedicarse solo al cristianismo.
En julio del 2012 publicó su segundo libro, 100 pasos que me llevaron a la bancarrota, y varios modelos de agendas destinadas a la mujer.